# Typophaula melancholica
Typophaula melancholica är en skalbaggsart som beskrevs av Thomson 1868. Typophaula melancholica ingår i släktet Typophaula och familjen långhorningar. Inga underarter finns listade i Catalogue of Life.